# Société d'agriculture et de commerce de Caen
La Société d’agriculture et de commerce de Caen est une société savante fondée au XVIIIe siècle dans le but de diffuser l’innovation technique pendant la première industrialisation.

## Histoire

### XVIIIesiècle
La première société de ce type, la Society for improvement of husbandry, a été fondée à Dublin en 1731. En France, c’est en 1757, à Rennes, qu’a été constituée la première société d’agriculture, la Société d'agriculture, de commerce et des arts de Bretagne. Devant le succès de cette dernière, Henri Léonard Jean Baptiste Bertin, contrôleur général des finances de Louis XV, publie une circulaire le 22 août 1760 pour enjoindre aux intendants de créer des sociétés sur le même modèle dans leur généralité ; une vingtaine sont créées entre 1762 et 1765. La Société d’agriculture et de commerce de Caen a, quant à elle, été instituée par un arrêt du Conseil d’État du 25 juillet 1762 ; les premiers membres de la société, au nombre de 27, ont été directement désignés par Louis XV. La première réunion a lieu le 2 mai 1763.
Les membres de ce type de société, composée de membres associés et de correspondants, se cooptent au sein des grands propriétaires fonciers; les simples cultivateurs y sont rares. On y débat de questions diverses ayant trait aux maladies du bétail ou des végétaux, à l’utilisation de cendre comme engrais ou à la liberté de commerce du grain. On y écrit et lit des correspondances et on publie des mémoires. En lien avec l’académie d'équitation de Caen, la société mène également des travaux sur l’amélioration des races de chevaux normands. Mais ces débats restent théoriques et laissent peu de place à l’action pratique. Du fait de son manque d’activité et de son inefficacité à donner une impulsion nouvelle à l’exploitation des sols de la généralité de Caen, son intendant, François-Jean Orceau de Fontette se désintéresse de l’institution. Ainsi en 1775, Charles-Nicolas Desmoueux écrit-il au nouvel intendant Charles d'Esmangart : « Il faudrait réveiller tout à fait cette société qui s’est adonnée à un sommeil trop long, l’aiguillonner fortement et renouer avec tous ses membres une correspondance trop longtemps et mal à propos interrompue ». Comme les autres sociétés savantes de la ville, elle cesse ses activités pendant la Révolution française.

### XIXesiècle
Le 3 mai 1801, le préfet du Calvados, Charles Dugua, installe à nouveau la société ; Antoine-François Fourcroy prononce un discours à l’occasion de son inauguration. Le 18 juillet 1854, un décret a reconnu cette institution comme étant d’intérêt public.
Lors d’un congrès scientifique en 1842, l’institution est présentée ainsi : « La Société d’agriculture et de commerce de Caen s’occupe, comme son titre le fait connaître, de tout ce qui peut contribuer au développement et à l’amélioration de ces deux branches importantes de l’économie sociale. Culture des terres, éducation des bestiaux, extension du commerce, tels sont les points capitaux autour desquels elle développe toute l’activité et tout le zèle dont elle est capable. »
Dans la lignée du mouvement physiocrate, la société d’agriculture, qui réunit dans le Pavillon des sociétés savantes (ancien bureau de la police de la foire), vise à diffuser les découvertes agronomiques permettant d’améliorer la productivité dans les riches contrées agricoles de Normandie. Pour cela, la société publie des périodiques (bulletins et mémoires), organise des concours agricoles et prodigue un enseignement agricole. En avril 1834, s’appuyant sur l’exposition des produits de l'industrie française qui se tient à Paris, la Société en organise une propre au Calvados. Les 26 et 27 août 1837, la Société a également organisé les premières courses de chevaux sur la Prairie, qui a par la suite été aménagée en hippodrome. 
En ce qui concerne le commerce, la société savante a œuvré pour améliorer l’accès à la ville de Caen et notamment celle de son port. Elle a ainsi contribué à l’aménagement des docks sur l’Orne et sur l’Odon, transformé en bassin Saint-Pierre. Elle a également appuyé le projet d’aménagement de l'Orne visant à rendre navigable le fleuve de son embouchure jusqu’à Argentan et à creuser un canal pour le relier au bassin de la Loire. Ce projet a échoué, mais la Société a néanmoins encouragé la réalisation du canal de Caen à la mer, finalement inauguré en 1857. La société a également proposé en 1855 un projet de tracé pour le chemin de fer de Granville à Paris en passant par Caen.

## Membres
Ont été membres ou associés de la société d’agriculture et de commerce de Caen (ordre chronologique de naissance) :
- Gabriel Moisson de Vaux (1742-1802), vice-président ;
- Gervais de La Rue (1751-1835) ;
- Jean-Baptiste Daigremont Saint-Manvieux (1761-1837), maire de Caen ;
- Augustin-François de Silvestre (1762-1851), membre non résident (diplôme du 16 brumaire an X (7 novembre 1801)) ;
- Pierre-Aimé Lair (1769-1853)[12], secrétaire pendant au moins 25 ans (vers 1800) ;
- Henry de Magneville (1771-1847) ;
- Gabriel François des Rotours de Chaulieu (1782-1863)[13] ;
- Louis Le Forestier (1784-1857), maire de Caen ;
- Martial de Guernon-Ranville (1787-1866)[14] ;
- Pierre-Louis Lecerf (17..-18..), professeur de droit[15] ;
- Arthur-Richard Rouxelin de Formigny de La Londe[16] (1831-1898), secrétaire (vers 1873) ;
- Charles-Gilbert Morel de Vindé (1859-1942), correspondant ;
- Paul Drouet (18..-18..), secrétaire (vers 1893[17]), trésorier honoraire en 1896[18].

| Identité                                    | Période | Période | Durée  |
| Identité                                    | Début   | Fin     | Durée  |
| ------------------------------------------- | ------- | ------- | ------ |
| Georges de Mathan (1771 - 1840)             | 1812    | 1832    | 20 ans |
| Gabriel Hébert (d) (1769 - 1839)            | 1833    |         |        |
| David Beaujour (d) (1815 - 1896)            | 1850    | 1896    | 46 ans |
| Jules Morière (1817 - 1888)                 | 1883    | 1887    | 4 ans  |
| Louis Doynel de Saint-Quentin (1850 - 1928) |         |         |        |
| Paul de Longuemare (d) (1859 - 1948)        |         |         |        |